# Isar-Loisach-Gletscher

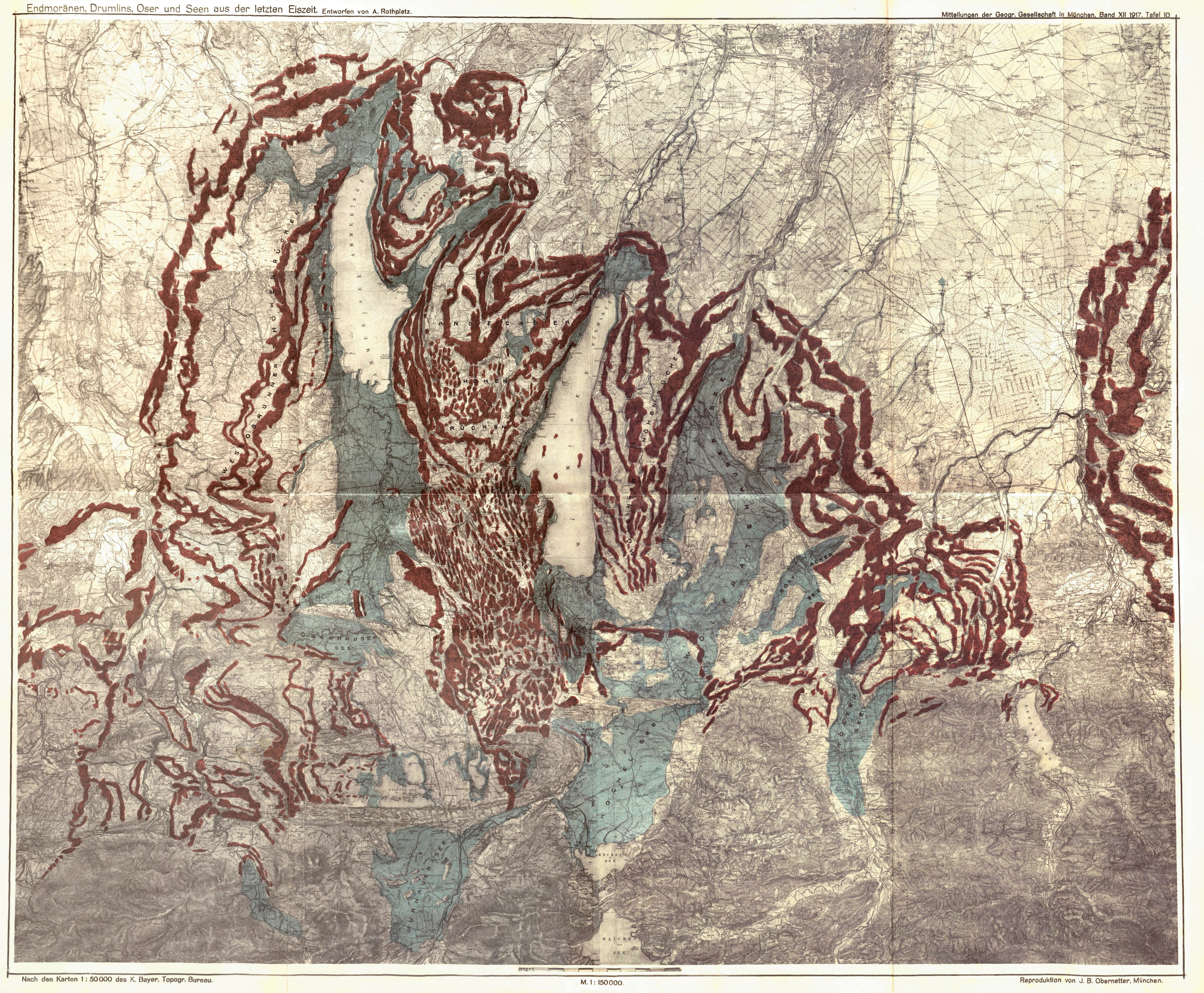
Maximale Ausdehnung des Isar-Loisach-Gletschers mit Moränenstrukturen (rot) und Gletscherseen (blaugrün). August Rothpletz, 1917

Der Isar-Loisach-Gletscher war ein Vorlandgletscher im bayerischen Alpenvorland während des Pleistozäns. Er entstand im Umfeld des Alpenhauptkamms und schob sich über das vollvergletscherte Inntal und durch die bayerischen Voralpen hinaus in das Alpenvorland. 
Nachgewiesen ist der Isar-Loisach-Gletscher in den drei letzten Kaltzeiten, der Mindel-Kaltzeit, der Riß-Kaltzeit und der jüngsten, der Würm-Kaltzeit.

## Verbreitung
Der Isar-Loisach-Gletscher wurde vom großen Inngletscher  der Zentralalpen versorgt. Er stieß mit Influenz aus Alpentoren der heutigen Täler der Isar, des Kochelseebeckens und der Loisach aus den Bergen hervor. Die Gletscherzungen vereinigten sich, überzogen die Landschaft des unmittelbaren Vorlandes und schürften die Becken des Ammersees, des Starnberger Sees, des nicht mehr existenten Wolfratshausener Sees und das Isartal. Die Schmelzwasser des Gletschers transportierten über das vereiste Gebiet hinaus den Schotter, der die Münchner Schotterebene bildet. Seine Abflüsse bildeten mit den anderen nördlichen Vorlandgletschern der Alpen das Urstromtal der Donau.

## Würmkaltzeit
Die Spuren der Vergletscherung in der Würmeiszeit sind am besten erhalten. In der Würm-Eiszeit drang der Isar-Loisach-Gletscher von den großen Vorlandgletschern im heutigen Deutschland Inn-, Isar-Loisach-, Iller-Lech- und Rheingletscher am weitesten nach Norden vor. Die Vorlandvergletscherung erreichte damals eine Dicke von etwas über 1000 m über dem heutigen Niveau. 
Bei der maximalen Ausdehnung vor etwa 20.000 Jahren reichte der Gletscher bis zum heutigen Landsberg am Lech, Grafrath, Leutstetten, Hohenschäftlarn und kurz vor Sachsenkam. Aus der Eisdecke ragten als sogenannte Nunataks nur der Hohe Peißenberg und der heute nicht mehr prominente Tischberg heraus, eine Kuppe aus Oberer Süßwassermolasse südöstlich des Starnberger Sees. 
Beim Rückzug hinterließ der Isar-Loisach-Gletscher die durch die Moränen überformte Landschaft des heutigen Alpenvorlandes. Prägende Elemente sind Grund-, End- und Seitenmoränen, Drumlins und Gletscherterrassen. 
Von besonderer Bedeutung sind die Eiszerfallslandschaft mit gewaltigen Toteis-Blöcken aus denen die Osterseen entstanden, das Eberfinger Drumlinfeld mit rund 360 Drumlins mit einer Größe von über 100 bis 1900 m und die gewaltigen Schlammmengen mit hohen Tonanteilen, die beim Abschmelzen des Gletschers zurückblieben und die Böden abdichteten, auf denen die großflächigen Moor-Landschaften des Alpenvorlandes mit Murnauer Moos, Ampermoos, den Loisach-Kochelsee-Mooren und die kleinräumig mit anderen Landschaftsformen verzahnten Nieder- und Hochmoore entstanden. Die abfließenden Schmelzwasser schufen den Teufelsgraben und das Gleißental, das Mühltal und weitere kleine und größere Abflüsse, die großteils über die Isar und teilweise über die Mangfall und den Inn zur Donau entwässern.

## Mindel- und Riß-Kaltzeiten
Da die weiteste Ausdehnung der Mindel- und Rißeiszeiten geringer waren als die der nachfolgenden Würmkaltzeit, wurden ihre Ablagerungen durch die spätere Vergletscherung weitgehend überformt und sind nur noch schwer nachzuweisen. Die großformatigen Flächen der Münchner Schotterebene stammen ebenso aus diesen Kaltzeiten, wie die Schotter-Flussterrassen des Isar-, Würm- und Ampertals. Unter dem Druck nachfolgender Schichten und unter Mitwirkung feiner Kalkablagerungen verbucken die tieferen Schichten dieser Schotter in den alpennahen Bereichen großteils zum Sekundärgestein Nagelfluh, das für das Isartal und Teile des unmittelbaren Alpenvorlands charakteristisch ist.

## Wissenschaftsgeschichte
Die Spuren des Isar-Loisach-Gletschers waren bedeutend für die Erforschung der Glazialmorphologie im 19. Jahrhundert, insbesondere die Glaziale Serie. Die Entstehung von Endmoränen wurde anhand des Durchbruchs der Würm ins Mühlthal am Nordende des Leutstettener Mooses erkannt, die von Drumlins anhand des Eberfinger Drumlinfelds und die Abfolge der zusammengehörenden glazialmorphologischen Erscheinungen erforschte Albrecht Penck anhand des Alpenvorlandes und prägte 1882 den Begriff der glazialen Serie.